# Doraemon i el tren del temps
Doraemon i el tren del temps és la 17a i una de les primeres pel·lícules de Doraemon estrenada el 2 de març del 1996 al Japó en els cinemes. La pel·lícula és un homenatge al Galaxy Express 999 de Leji Matsumoto.

## Sinopsi
En el parc on normalment es troben, Suneo convida els seus amics a fer un viatge en un tren misteriós. Nobita està molt preocupat ja que Doraemon ha estat desaparegut durant uns dies. Nobita torna a casa i comprova que Doraemon hi ha tornat.
L'endemà, Nobita diu que convida els seus amics al tren del temps. Mentrestant, una força malvada, anomenada Yadori, planeja dominar els humans per convertir-los tots en paràsits. Pocs dies després, es coneixen els primers paràsits quan els robots dinosaures del planeta comencen a actuar de manera estranya. Els protagonistes decideixen informar-hi el Centre de control del planeta principal. Nobita i els seus amics es troben amb un fum que surt del Centre de control principal. Quan Gegant i Suneo es troben al principal Centre de control, investigant el que ha passat, Suneo és capturat pels paràsits i es converteix en Yadori 009.
Yadori 009 enganya els seus amics perquè vol fer-los captius; després d'això Yadori 007 revela que ell està configurat per conquistar la galàxia. Després, el grup surt de la presó i el capità del tren reviu a Suneo. El capità decideix agafar el tren cap a un altre planeta per la seva seguretat. Tanmateix, el tren s'enfonsa durant la ruta sobre un planeta abandonat. Al planeta, el capità troba un mapa de coves electrònic que Gegant segueix després per explorar coves, però acaba perdent-se juntament amb dos nens del futur.
Shizuka troba una arma anti-Yadori que fan servir a Suneo. També traslladen a Gian mitjançant les seves petjades i aconsegueixen treure el tren de la muntanya. Gian també troba un tren que Doraemon porta amb el Galaxy Express. Quan es preparen per sortir, la força de Yadori els troba i els ataca. Un enorme robot Yadori ataca el grup i es tradueix en una batalla èpica. Però el grup lluita i derrota tota la força, i elimina així el virus de totes les persones.
El president agraeix al grup la seva tasca. Nobita i els seus amics s'acomiaden del planeta.
Els nens del futur es reconcilien amb Nobita i el seu grup. Els amics es fan un fart de riure i arriben al seu planeta. El revisor els agraeix haver vingut i els demana que tornin quan vulguin al Galaxy Express.

## Veus i doblatge
| Personatge                         | Veu original (1996) |
| ---------------------------------- | ------------------- |
| Doraemon                           | Nobuyo Oyama        |
| Nobita Nobi                        | Noriko Ohara        |
| Shizuka Minamoto                   | Michiko Nomura      |
| Takeshi "Gian" Goda                | Kazuya Tatekabe     |
| Suneo Honekawa                     | Kaneta Kimotsuki    |
| Tamako Nobi                        | Sachiko Chijimatsu  |
| Bom                                | Kaneto Shiozawa     |
| Revisor                            | Kazue Ikura         |
| Jane                               | Sakura Tange        |
| Aston                              | Mitsuaki Madono     |
| Don                                | Junichi Sugawara    |
| Guia de Dreamersland               | Yuri Amano          |
| Emperador Paràsit                  | Kenji Utsumi        |
| Gerent de la Terra dels Dinosaures | Toshiyuki Morikawa  |
| Director de Dreamersland           | Ryoichi Tanaka      |
| Narració de la projecció           | Hiroko Emori        |
| Mestre dels ninja                  | Koichi Kitamura     |
| Pistoler                           | Toshiharu Sakurai   |
| Príncep                            | Masami Kikuchi      |

## Emissions de la pel·lícula
Durant la primavera del 2015 la cadena infantil Canal Super 3 va emetre cada dissabte una pel·lícula de Doraemon, entre elles aquesta.
Es va retransmetre en la cadena infantil Boing el 21 d'abril del 2019.